# Rossington Collins Band
Rossington Collins Band var ett sydstatsrock-band som grundades av de resterande medlemmarna i Lynyrd Skynyrd i oktober 1979 till följd av flygplanskraschen som upplöste bandet 1977. Bandet är mest känt för sin låt "Don't Misunderstand Me", som 1980 hjälpte till att lyfta deras LP Anytime, Anyplace, Anywhere till plats 13 på Billboard 200-listan. Bandet upplöstes 1982, bland annat på grund av bortgången av Allen Collins maka.

## Medlemmar
- Gary Rossington – gitarr
- Allen Collins – gitarr
- Leon Wilkeson – basgitarr
- Billy Powell – keyboard
- Dale Krantz-Rossington – sång
- Barry Lee Harwood – rytmgitarr, slidegitarr, sång
- Derek Hess – trummor, slagverk

## Diskografi
Album
- 1980 – Anytime, Anyplace, Anywhere
- 1982 – This Is the Way

Singlar
- 1980 – "Don't Misunderstand Me" / "Winners and Losers"
- 1980 – "Getaway" / "Sometimes You Can Put It Out"
- 1980 – "One Good Man" / "Misery Loves Company"
- 1981 – "Tashauna" / "Gonna Miss It When It's Gone"
- 1981 – "Don't Stop Me Now" / "Gotta Get It Straight"